# کریگ‌آوون
کریگ‌آوون (به انگلیسی: Craigavon) شهری در منطقهٔ لندن کشور ایرلند شمالی است که این کشور خود بخشی از بریتانیا محسوب می‌شود. این شهر در سال ۱۹۹۱ میلادی ۵۳٫۴۳۴ نفر جمعیت داشته و در سرشماری سال ۲۰۰۱ جمعیت آن به ۵۷٫۶۸۵ نفر رسیده‌است. میزان رشد سالانهٔ جمعیت کریگ‌آوون ‎۰٫۷۶ درصد می‌باشد و جمعیت این شهر در سال ۲۰۱۲ به ۶۲٫۶۹۱ نفر تغییر یافت.

## نگارخانه

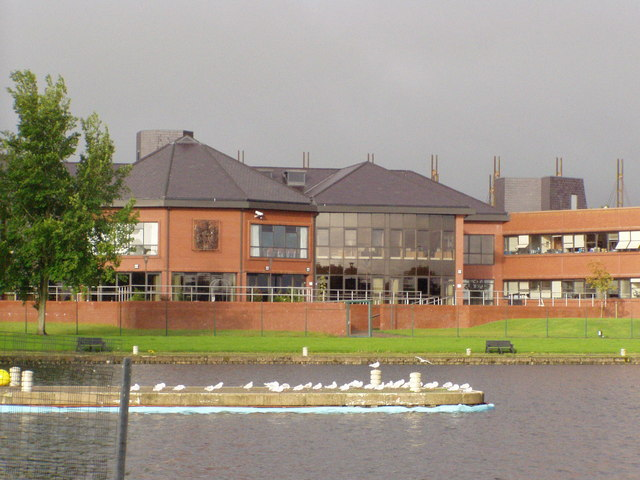
Craigavon Civic and Conference Centre
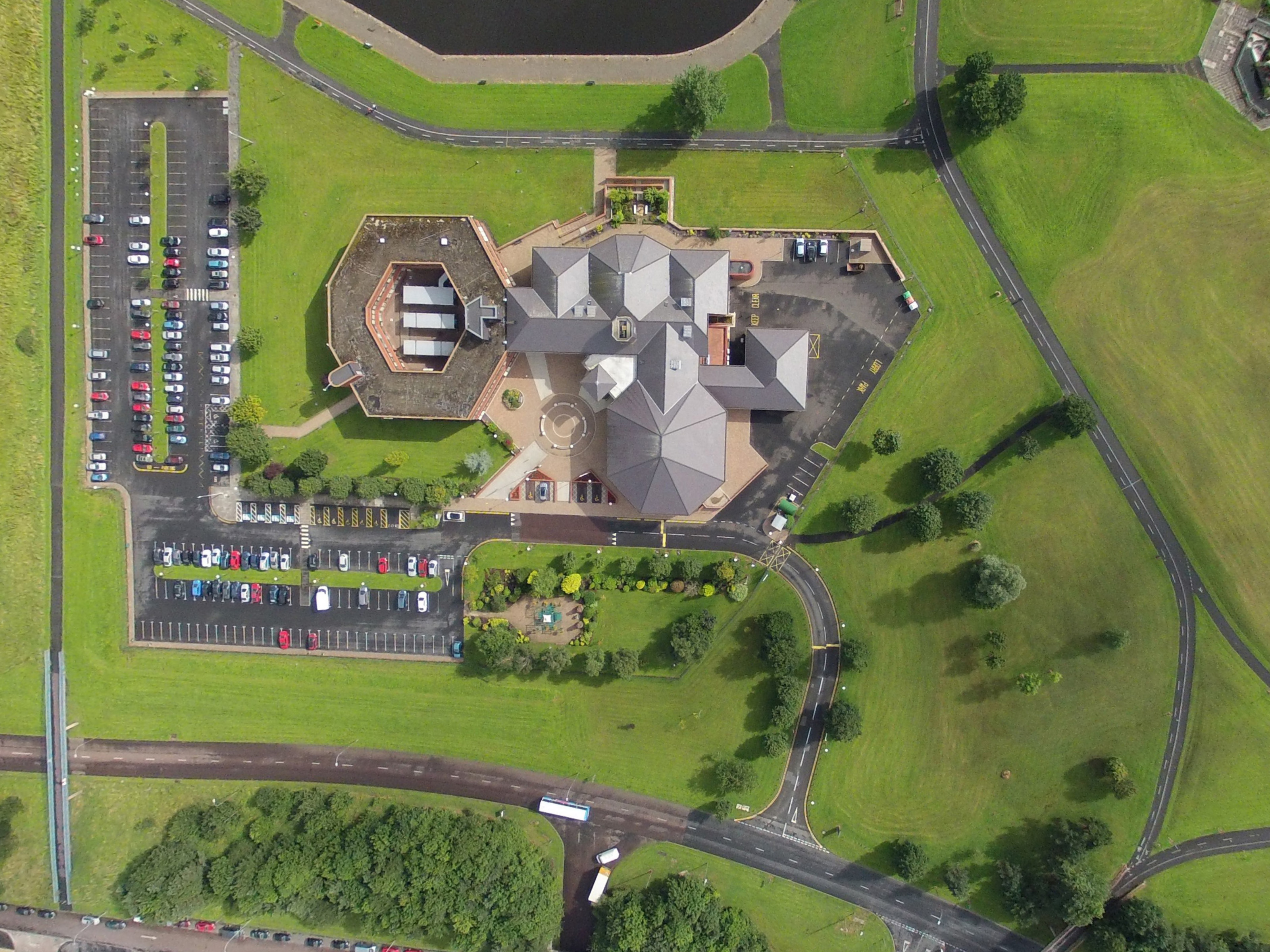
Craigavon Civic and Conference Centre Aerial View 2012
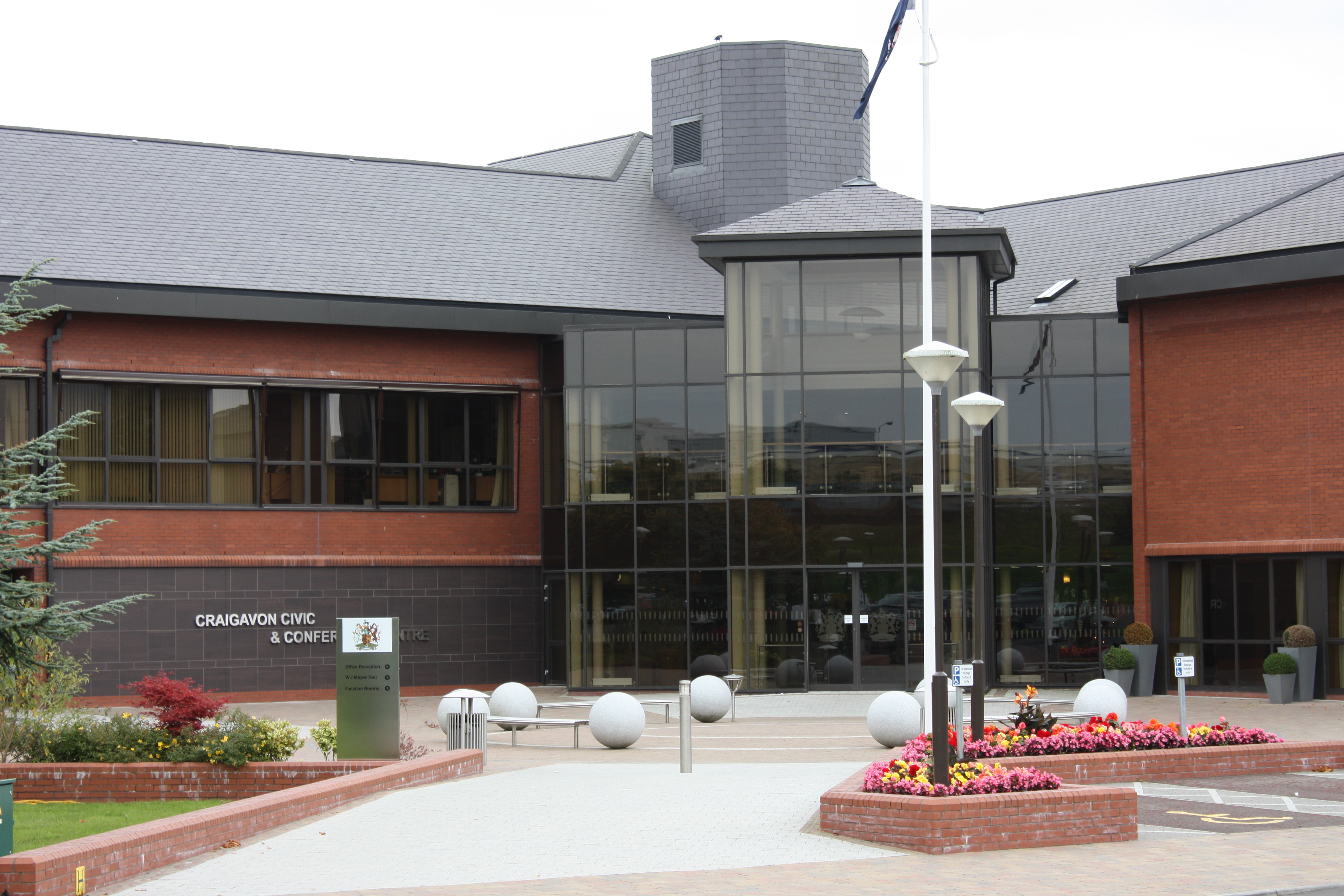
Craigavon Civic and Conference Centre
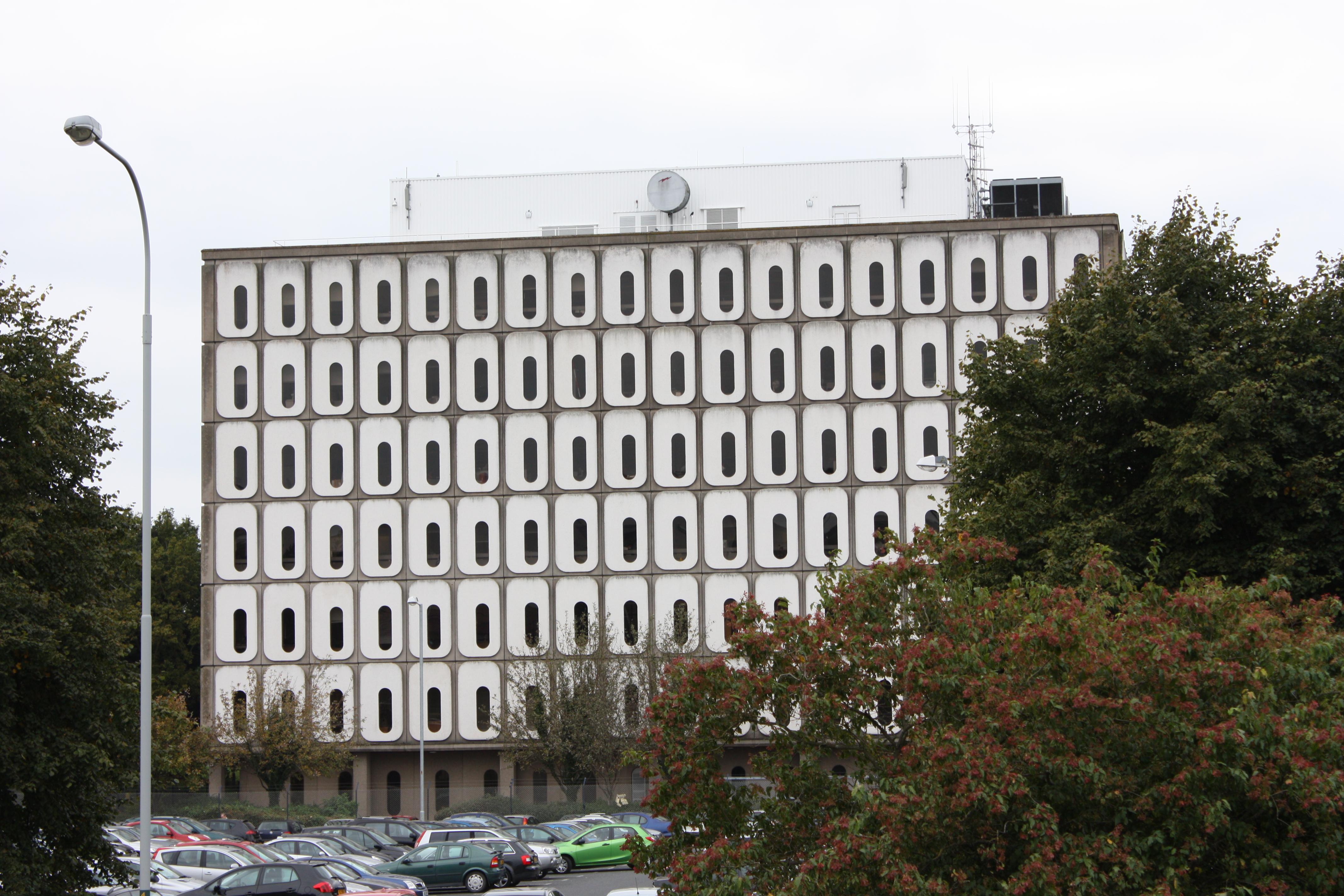
Marlborough House
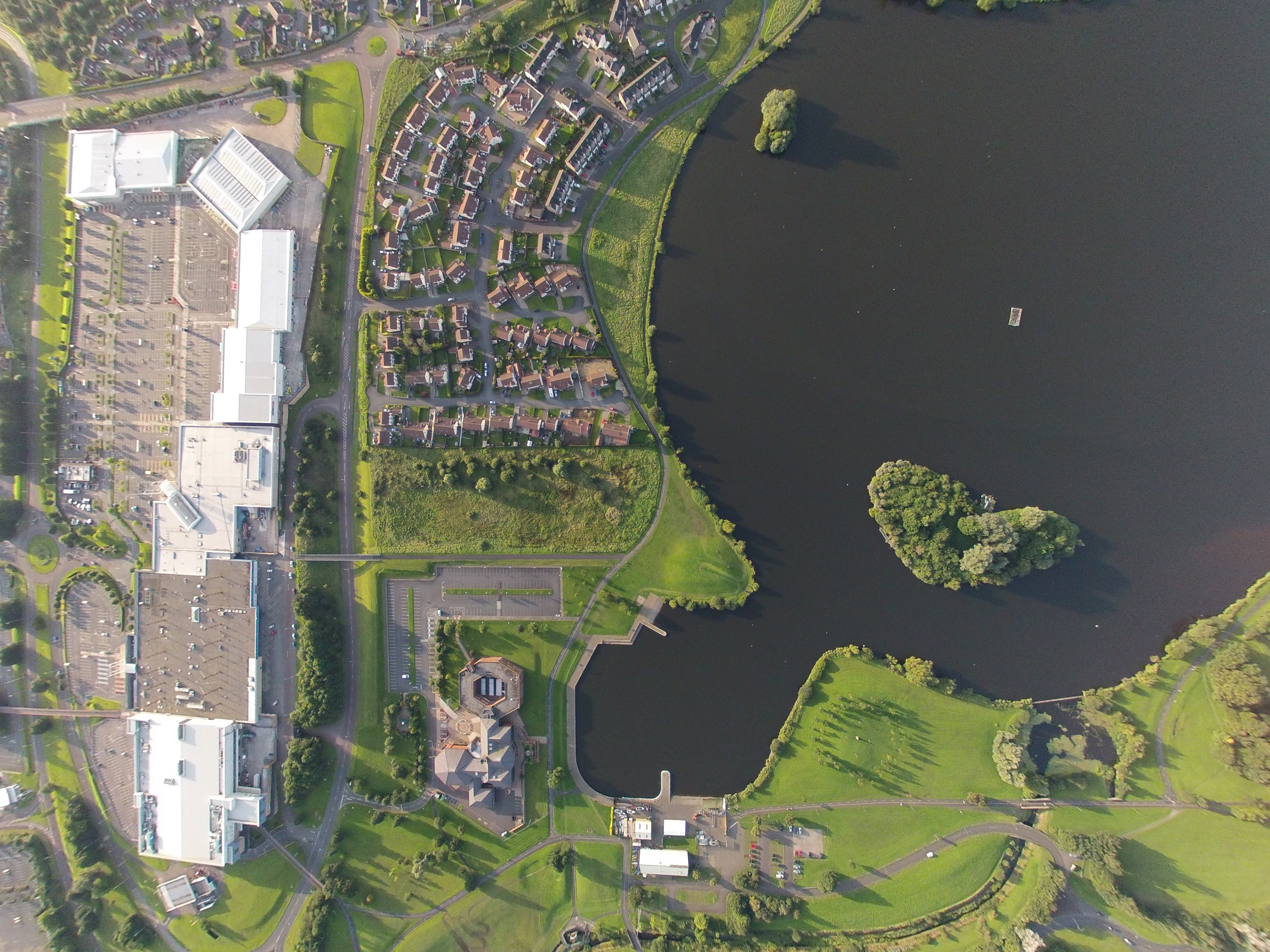
One of Craigavon's Lakes and surronding area
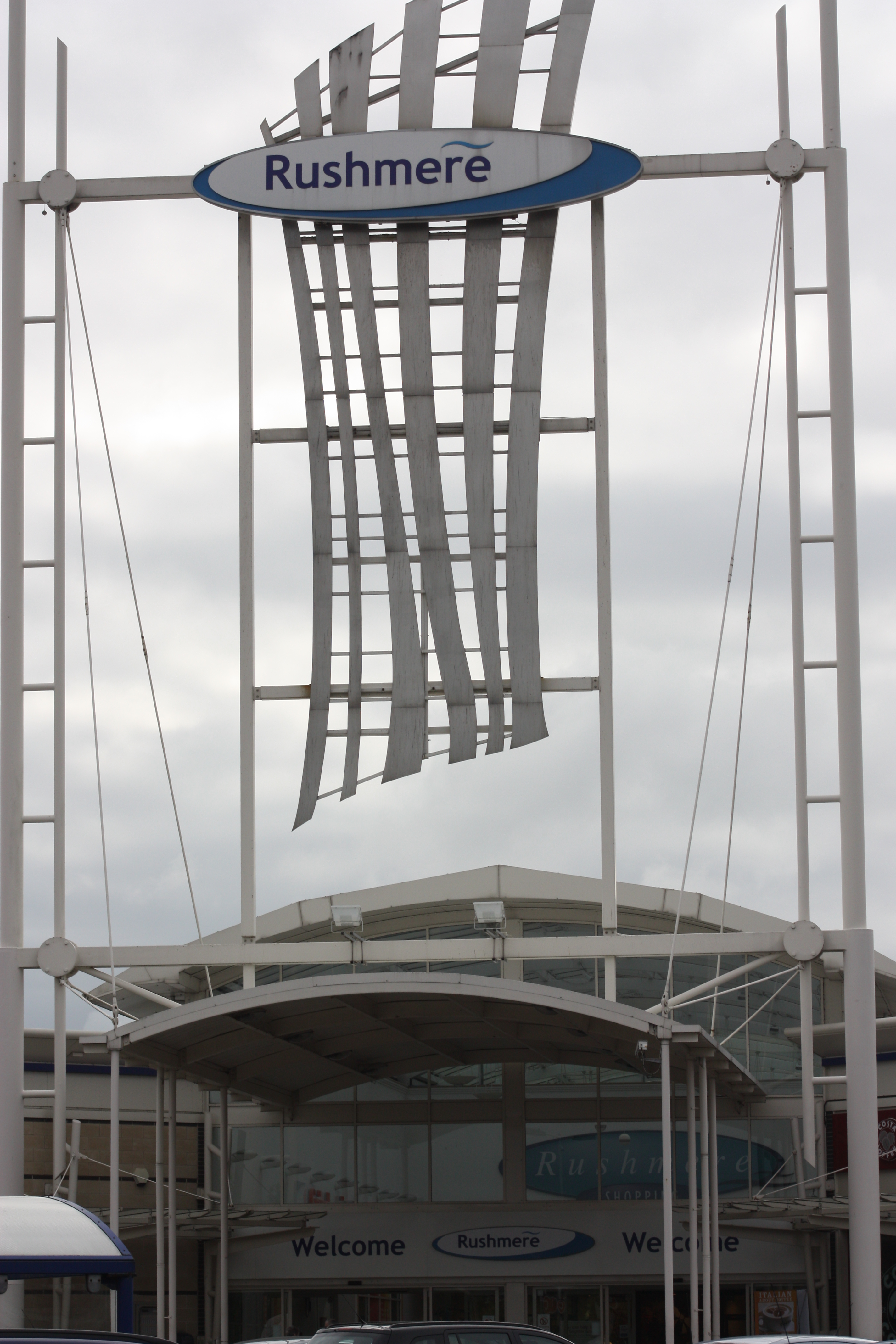
Rushmere Shopping Centre